# В бегах (фильм, 2013)
«В бегах» (англ. Ain't Them Bodies Saints), другое название «Несвятые» — криминальная драма режиссёра Дэвида Лоури, который также выступил как автор сценария. Премьера картины состоялась 20 января 2013 года на кинофестивале независимого кино «Сандэнс», 20 мая 2013 года фильм был показан в программе 66-го Каннского кинофестиваля, 16 августа того же года картина вышла в широкий прокат.

## Сюжет
Техас, середина 1970-х. Боб и Рут любят друг друга. Они мечтают пожениться, купить дом и провести вместе всю жизнь, наблюдая, как растут их дети. Однако для этого нужны деньги, и молодые люди находят простой и быстрый способ обогащения. Парочка совершает ограбление. Однако всё идёт наперекосяк, и полиция настигает незадачливых преступников. Во время перестрелки Рут ранит одного из офицеров. После сдачи властям Боб берёт всю вину на себя. Суд приговаривает его к длительному тюремному сроку, Рут же остаётся ждать любимого на свободе. Уже в тюрьме Боб узнаёт, что у него родилась дочь.
Проходит четыре года, после нескольких неудачных попыток Боб совершает побег, чтобы вернуться к Рут и увидеть, наконец, своего ребёнка. За ним начинает охотиться не только полиция штата, но и люди, которым в прошлом Боб сильно задолжал.

## В ролях
| Актёр                       | Роль            |
| --------------------------- | --------------- |
| Кейси Аффлек                | Боб Малдун      |
| Руни Мара                   | Рут Гатри       |
| Бен Фостер                  | Патрик Уилер    |
| Кит Кэррадайн               | Скерритт        |
| Кеннади Смит/ Джеклинн Смит | Сильви Гатри    |
| Нэйт Паркер                 | Суитти          |
| Чарльз Бейкер               | Беар            |
| Дэвид Зеллнер               | Зельнер         |
| Рами Малек                  | Уилл            |
| Уилл Бейнбринк              | лейтенант Таунс |
| Аннали Джеффрис             | Мэри            |

## Съёмочная группа
- Режиссёр: Дэвид Лоури
- Продюсеры: Кассиан Элвис, Тоби Хальбрукс, Джеймс М. Джонстон, Эми Кауфман, Ларс Кнудсен, Джей Ван Хой, Роберт Огден Барнум, Марк Бёрг, Джесси Кеннеди, Логан Леви, Фредрик Малмберг, Эндрю Манн, Майкл Менчел, Майкл Следд, Анита Сум, Ник Турлоу, Дэниэл Вагнер, Боб Вайнштейн, Харви Вайнштейн
- Сценарист: Дэвид Лоури
- Композитор: Дэниэл Харт
- Оператор: Брэдфорд Янг
- Монтажёры: Крэйг МакКэй[англ.], Джейн Риццо
- Художники: Джейд Хили, Джонатан Рудак, Малгозия Турзанска, Адам Уиллис

## Награды
| Награда                                                | Дата церемонии  | Номинация                                                        | Номинанты                                                                            | Результат |
| ------------------------------------------------------ | --------------- | ---------------------------------------------------------------- | ------------------------------------------------------------------------------------ | --------- |
| Национальный совет кинокритиков США                    | 7 января 2014   | Десять лучших фильмов                                            | Дэвид Лоури                                                                          | Победа    |
| Готэм                                                  | 2 декабря 2013  | Best Feature                                                     | Дэвид Лоури, Тоби Хальбрукс Джеймс М. Джонстон Джей Ван Хой Ларс Кнудсен Эми Кауфман | Номинация |
| Кинофестиваль «Сандэнс»                                | 26 января 2013  | Специальный приз жюри: лучшая операторская работа                | Брэдфорд Янг                                                                         | Победа    |
| Кинофестиваль «Сандэнс»                                | 26 января 2013  | Indian Paintbrush Producer’s Award                               | Джеймс М. Джонстон Тоби Хальбрукс Сайлор Беар                                        | Победа    |
| Кинофестиваль «Сандэнс»                                | 26 января 2013  | Гран-при в категории «Драматический фильм»                       | Дэвид Лоури                                                                          | Номинация |
| Black Reel Awards                                      | 7 февраля 2013  | Лучший актёр второго плана                                       | Нэйт Паркер                                                                          | Номинация |
| Фестиваль американского кино в Довиле                  | 6 августа 2013  | Grand Special Prize                                              | Дэвид Лоури                                                                          | Номинация |
| Мюнхенский кинофестиваль                               | 10 июня 2013    | Best International Film                                          | Дэвид Лоури                                                                          | Номинация |
| Palm Springs International Film Festival               | 6 января 2013   | Directors To Watch                                               | Дэвид Лоури                                                                          | Номинация |
| Фестиваль американского кино в Довиле                  | 6 сентября 2013 | Grand Special Prize                                              | Дэвид Лоури                                                                          | Номинация |
| Dublin Film Critics' Circle                            | 18 декабря 2013 | Лучшая актриса                                                   | Руни Мара                                                                            | Номинация |
| Гентский международный кинофестиваль                   | 14 октября 2013 | Гран-при                                                         | Дэвид Лоури                                                                          | Номинация |
| Международный кинофестиваль в Сиэтле                   | 31 мая 2013     | Лучший актёр                                                     | Кейси Аффлек                                                                         | Номинация |
| St. Louis Gateway Film Critics Association Awards 2013 | 9 декабря 2013  | Best Artistic/Creative Film (for excellence in art-house cinema) | Дэвид Лоури                                                                          | Номинация |